# Pierre-Paul Sagave
Pierre-Paul Sagave (geboren 3. Januar 1913 in Berlin; gestorben 15. September 2006 in Paris) war ein deutsch-französischer Germanist.  

## Leben
Pierre-Paul Sagave wurde in Lankwitz in eine Berliner Hugenotten-Familie geboren. Er machte 1931 am Mommsen-Gymnasium in Charlottenburg das Abitur und begann im selben Jahr das Studium der französischen und deutschen Literatur und der klassischen Philologie an der Universität Bordeaux. Nach der Machtübergabe an die Nationalsozialisten 1933 blieb er in Frankreich und wurde französischer Staatsbürger. Ab 1933 arbeitete er mit einer Licence ès-Lettres als Lehrer (französisch: Licence ès-Lettres d’enseignement) in Aix-en-Provence und Marseille. 1938 wurde er zum Wehrdienst eingezogen und erlebte 1940 die Besetzung Frankreichs durch das nationalsozialistische Deutschland. Von der Résistance wurde er wegen seiner  Deutschkenntnisse in die Präfektur des Vichy-Regimes in Marseille eingeschleust. 
Von 1945 bis 1954 arbeitete Sagave als Dozent an der Universität Straßburg, danach wurde er als Professor an die Universität Aix-Marseille berufen. Ab 1964 bis zu seiner Emeritierung 1981 war er Professor für civilisation allemande an der neugegründeten Université Paris X (Nanterre), wo er ein Forschungszentrum für die Geschichte Berlins gründete. 1966 war er einer der Neu-Gründer der Zeitschrift Allemagne d’aujourd’hui. Er hatte enge Beziehungen zum Theodor-Fontane-Archiv in Potsdam und wurde 2001 Ehrenmitglied der Theodor Fontane Gesellschaft. 
Pierre-Paul Sagave erhielt den Humboldt-Forschungspreis und 1983 den Gay-Lussac-Humboldt-Preis, er war Ritter des Ordre des Palmes Académiques, Träger des Bundesverdienstkreuzes, der Goethe-Medaille und der Toleranz-Medaille des Deutschen Hugenotten-Vereins.

## Schriften (Auswahl)
- Sanary, Hauptstadt der deutschen Literatur im Exil (1933-1940). Bericht eines Zeitzeugen, in: Markus Behmer (Hrsg.): Deutsche Publizistik im Exil 1933 bis 1945 : Personen, Positionen, Perspektiven ; Festschrift für Ursula E. Koch. Münster : Lit, 2000, S. 58–71
- mit Ursula E. Koch: „Le Charivari“. Die Geschichte einer Pariser Tageszeitung im Kampf um die Republik (1832–1882). Köln : Leske, 1984, ISBN 3-921490-29-4.
- Berlin und Frankreich 1685 - 1871. Berlin : Haude und Spener, 1980
- 1871 : Berlin, Paris, Reichshauptstadt u. Hauptstadt d. Welt. Frankfurt/M. ; Berlin ; Wien : Propyläen-Verl., 1971 [Übersetzung ins Französische 1995]
- (Hrsg.): Theodor Fontane: Schach von Wuthenow. Frankfurt/M. ; Berlin : Ullstein, 1966
- Recherches sur le roman social en Allemagne. Gap : Éd. Ophrys, 1961. Publication des Annales de la Faculté des lettres, Aix-en-Provence ; N. S. 1960, Nr. 28
- Réalité sociale et idéologie religieuse dans les romans de Thomas Mann : Les Buddenbrook, La montagne magique, Le docteur Faustus. Paris : Société d'édition les Belles lettres, 1954